# استفان سارنی
استفان سارنی (انگلیسی: Stéphane Sarni؛ زادهٔ ۳۱ اوت ۱۹۸۰) بازیکن فوتبال اهل سوئیس است.
از باشگاه‌هایی که در آن بازی کرده‌است می‌توان به باشگاه فوتبال سروت ۱۸۹۰، باشگاه فوتبال سیون، و باشگاه فوتبال لوگانو اشاره کرد.